# Peter McRobbie
Peter McRobbie (* 31. Januar 1943 in Hawick, Scottish Borders) ist ein schottisch-amerikanischer Schauspieler.

## Leben
McRobbie verbrachte seine ersten Lebensjahre im schottischen Hawick als Sohn der Schriftstellerin Mary Fleming (geborene Heigh) und des Einzelhändlers William McRobbie. Er immigrierte mit seiner Familie bereits in jungen Jahren in die Vereinigten Staaten, wo er in Connecticut aufwuchs. Er studierte Theaterwissenschaften an der Yale University.
In den Jahren 2001 bis 2012 verkörperte er in den Fernsehserien Law & Order, Law & Order: New York, Law & Order: Trial by Jury und Conviction die Figur des Richters Walter Bradley.
2012 spielte McRobbie in Steven Spielbergs Biopic Lincoln die Rolle des George H. Pendleton.
Seit dem Jahr 2015 ist er in der Comicserie Marvel’s Daredevil als Father Lantom zu sehen. Im gleichen Jahr übernahm er in M. Night Shyamalans Horrorfilm The Visit die Rolle des Fredrick Spencer Jamison.
McRobbie ist seit dem Jahr 1977 mit der Theaterschauspielerin Charlotte Bova verheiratet und Vater zweier Kinder. Seit dem Jahr 2002 lebt er in South Orange, New Jersey.

## Filmografie
- 1980: A Jury of Her Peers (Kurzfilm)
- 1983: Zelig
- 1985: The Purple Rose of Cairo
- 1985: The Beniker Gang
- 1986: Manhattan Project – Der atomare Alptraum (The Manhattan Project)
- 1988: Big
- 1988: Im Dschungel des Bösen (Doubletake, Fernsehfilm)
- 1988: FBI Murders (Fernsehfilm)
- 1991–2009: Law & Order (Fernsehserie, 18 Episoden)
- 1991: Johnny Suede
- 1991: Schatten und Nebel (Shadows and Fog)
- 1992: Der Außenseiter (School Ties)
- 1993: … und das Leben geht weiter (And the Band Played On, Fernsehfilm)
- 1994: Schrecken aus dem Jenseits (Twilight Zone: Rod Serling's Lost Classics, Fernsehfilm)
- 1994: Bullets Over Broadway
- 1995: Die Neonbibel (The Neon Bible)
- 1995: Palookaville
- 1995: Geliebte Aphrodite (Mighty Aphrodite)
- 1996: Big Night
- 1996: Die Glut der Gewalt (Harvest of Fire, Fernsehfilm)
- 1996: Sleepers
- 1996: Wer ist Mr. Cutty? (The Associate)
- 1997: Der gebuchte Mann (Picture Perfect)
- 1997: Bombenattentat auf das World Trade Center (Path to Paradise: The Untold Story of the World Trade Center Bombing, Fernsehfilm)
- 1997: Harry außer sich (Deconstructing Harry)
- 1998: The Mob – Der Pate von Manhattan (Witness to the Mob, Fernsehfilm)
- 1998: Jung, weiblich, gnadenlos (Jaded)
- 1998: Spiel auf Zeit (Snake Eyes)
- 1998: Side Streets
- 1998: Celebrity – Schön. Reich. Berühmt. (Celebrity)
- 1998: The Adventures of Sebastian Cole
- 1999: A Fish in the Bathtub
- 1999: Kill by Inches
- 2000: Mut zur Liebe (Cupid & Cate, Fernsehfilm)
- 2000: Schmalspurganoven (Small Time Crooks)
- 2000: Shaft – Noch Fragen? (Shaft)
- 2000: Hamlet (Fernsehfilm)
- 2000–2001: Die Sopranos (The Sopranos, Fernsehserie, 2 Episoden)
- 2001: Aufs Spiel gesetzt (The Atlantis Conspiracy, Fernsehfilm)
- 2001: The American Astronaut
- 2001: Love the Hard Way
- 2003–2012: Law & Order: Special Victims Unit (Fernsehserie, 18 Episoden)
- 2004: Spider-Man 2
- 2004: Messengers
- 2004: Corn
- 2005: Als das Morden begann (Sometimes in April, Fernsehfilm)
- 2005: Law & Order: Trial by Jury (Fernsehserie, Episode 1x09)
- 2005: Brokeback Mountain
- 2005: Bettie Page: Begehrt und berüchtigt (The Notorious Bettie Page)
- 2006: Find Me Guilty – Der Mafiaprozess (Find Me Guilty)
- 2006: 16 Blocks
- 2006: Conviction (Fernsehserie, 2 Episoden)
- 2006: World Trade Center
- 2006: The Hoax
- 2007: Gracie
- 2007–2009: Damages – Im Netz der Macht (Damages, Fernsehserie, 4 Episoden)
- 2008: The Understudy
- 2008: Jung und Leidenschaftlich – Wie das Leben so spielt (As the World Turns, Fernsehserie, 4 Episoden)
- 2009: Ugly Betty (Fernsehserie, Episode 3x17)
- 2009: Split Ends
- 2009: White Collar (Fernsehserie, Episode 1x05)
- 2010: Footsteps
- 2010–2013: Boardwalk Empire (Fernsehserie, 9 Episoden)
- 2011: Mildred Pierce (Miniserie)
- 2011: Dark Horse
- 2012: Lincoln
- 2013: Muhammad Alis größter Kampf (Muhammad Ali’s Greatest Fight)
- 2013: The Immigrant
- 2013: Beziehungsweise New York (Casse-tête chinois)
- 2014: Aloft
- 2014: Believe (Fernsehserie, 4 Episoden)
- 2014: Inherent Vice – Natürliche Mängel (Inherent Vice)
- 2015: The Visit
- 2015: Bridge of Spies – Der Unterhändler (Bridge of Spies)
- 2015–2018: Marvel’s Daredevil (Fernsehserie, 11 Episoden)
- 2016: Auf Treu und Glauben (Confirmation, Fernsehfilm)
- 2017: Marvel’s The Defenders (Fernsehserie, Episode 1x01)
- 2018: The Alienist – Die Einkreisung (The Alienist, Fernsehserie, 3 Episoden)
- 2018: Gotham (Fernsehserie, 2 Episoden)
- 2018: Wolfsnächte (Hold the Dark)
- 2019: Der Killer in mir (Daniel Isn’t Real)
- 2021: Clarice Starling – Das Erwachen der Lämmer (Clarice, Fernsehserie, 3 Episoden)
- 2023: Eileen
- 2025: Dope Thief (Fernsehserie, 1 Episode)